# Bulbul bimaculé
Pycnonotus bimaculatus
Espèce
Statut de conservation UICN

 NT  : Quasi menacé
Le Bulbul bimaculé (Pycnonotus bimaculatus) est une espèce de passereau de la famille des Pycnonotidae.

## Répartition
Il est endémique à l'Indonésie (Sumatra, Java et Bali).

## Habitat
Son habitat naturel est les forêts des plaines et des montagnes humides subtropicales ou tropicales.